# Список саморобних автомобілів УРСР і України
Саморобний автомобіль — це автомобіль, розроблений та виготовлений не на заводі УРСР, а самостійно майстром-аматором, автолюбителем, в гаражних умовах.

## Історія
Саморобні автомобілі — це широко розповсюджений феномен в СССР, який був викликаний автомобілізацією, їх малою різноманітністю, а також однотипністю. Авто створювали не від гарного життя, але створювали їх талановиті руку. Запчастини добували хитрістю і і народною кмітливість, адже вільно добути їх було не можливо. Так сформувався народний рух  "СамАвто" який згодом отримав добро від верхів СССР. Люди вирішували виділитися серед сірої маси автомобілів і інших колісних транспортних засобів. У кого була можливість отримати забугорну інформацію про західні автомобілі, вирішували випробувати власні сили у створенні машини, обриси якої могли нагадувати недоступну автомобільну ікону. Інформацію черпали з різних джерел, з журналів листівок та навіть масштабних моделей реальних автомобілів для колекціонування (дитячих іграшок). 
Цікаво, що держава певною мірою опікала саморобників: рух "Самавто" було оголошено корисним, а ДАІ зобов'язане було реєструвати саморобні автомобілі. Але, щоб забезпечувати безпеку руху, на рівні законодавства були прийняті спеціальні “Технічні вимоги до легкових автомобілів, що виготовляються в індивідуальному порядку”. Ця інструкція була пов'язана з ПДР і ГОСТами та пережила три “рестайлінги”. З одного боку, в документі обговорювалися деякі дрібниці, наприклад, радіус заокруглень виступаючих деталей, а з іншого, кожна нова редакція “Вимог” дозволяла саморобникам використовувати більш потужніший двигун.
Всупереч поширеній серед нинішніх автофанатів думці, саморобні автомобілі радянські люди будували не від бідності чи дефіциту. Адже зібрати транспортний засіб з покупних і самостійно виготовлених деталей коштував не тільки купу часу, але і конкретних грошей – декількох тисяч рублів. Аматори автомобілебудування найчастіше робили для себе те, чого не робив офіційний автопром: спортивні купе, мінівени і дачі на колесах, амфібії, кабріолети.
Зараз багато автомобілів являються прикладом колекціонування, і ціни на авто можуть досягати вартості нового сучасного автомобіля з салону. Не всі агрегати дійшли в цілісності до наших днів, частина з них перебудовувалась і після розвалу СССР, а частина була безповоротно втрачена через непотрібність в сучасному світі.

### Епоха УРСР
Українських автолюбителів вдача не оминула тому наші люди теж загорялись палким бажанням виділитися і зробити саморобний автомобіль.
Цікаво, що більше половина всіх машин штучної роботи була побудована на території України. 

### Україна після 1990 року
Після падіння залізного занавісу і нахлину західних автомобілів, люди продовжували робити саморобні авто, але через доступність автомобіля як такого жага до розробки чогось власного в гаражі втрачалася. Але були і плюси, різноманітність деталей і доступ до інформації з заходу хлинув в молоду країну. Це дозволяло створювати цікавіші екземпляри. 
На сьогоднішній день, саморобні авто якщо і роблять то організовують їх як підприємство з перспективою створення автобренду, тобто народна саморобка майже вимерла і існує як ентузіазм. Новим поштовхом до саморобних авто можуть бути численні ютуб проекти іноземних аматорів.

## Список моделей саморобних автомобілів
|    | Автор | Модель                         | Тип кузова            | Фото | Рік випуска | База автомобіля | Модифікації | Потужність | Швидкість  | Місто/Область  |
| -- | --- | ------------------------------ | --------------------- | --- | ----------- | --------------- | --- | ---------- | ---------- | -------------- |
| 1  | Микола Дорошенко | Мурена                         | Спорткар              | | 1987        | ЗАЗ-968         | Передній міст від СЗД. Двигун ЗАЗ-968 1,2 л , 4-ступінчаста мкпп від пізнього ЗАЗ-968.                                                                                           | 40 к.с.    | 100 км/год | Суми           |
| 2  | С.П. Животов | Турист-2                       | Маслкар / GT          | | 1980-ті     |                 | Двигун ВАЗ 2101, склопаластиковий кузов, Вага 1100кг. Двері мають електросклопідйомники.                                                                                         |            | 120 км/год | ?Житомир?      |
| 3  | Б.Б. Чернец | Лотос                          | Спорткар              | |             |                 | Закос під Lotus Seven, криша з м'яким верхом (тканина), з метала і склопластика. Двигун ВАЗ 21011, вага 840 кг.                                                                  |            | 150 км/год | ?Харків?       |
| 4  | О.Д. Мельник | "Кленовий лист" / "Спорт-1100" | Спорткар              | |             |                 | Кузов дюралюмінь /склопластик, Мотор МЕМЗ968, з наружним багажником обтікаємої форми.                                                                                            |            | 140 км/год | Закарпаття     |
| 5  | Марлен Є. Корінний | Галатея                        | Мікроавтобус / Кемпер | |             |                 | Фанера, обклеєноа скловолокном / склопластик. Ходова від Nysa, двигун від задньомоторної Skoda/ за ыншими даними выд ВАЗ 21011, Вага 1600 кг. Кемпер з кухнею і спальним місцем. |            | 110 км/год | Київ           |
| 6  | Р.Я. Колесник | Колибри                        | Маслкар /Купе         | |             |                 | Двигун МеМЗ 968, Вага 680 кг, кузов склопластиковий. |            | 110 км/год | Київ           |
| 7  | Головань Василь Петрович https://driver.top/images/blog/2023-05-25/c057732334689bb5da3515c9a55e4ebe.webp (нижній ряд перший) | Мечта МРІЯ                     | Мікроавтобус / Кемпер | https://mmr.net.ua/catalog/uploads/2016/02/1_003.jpg https://driver.top/images/blog/2023-05-25/5456bdeebf7a8c4f78e4596f68b49570.webp | 1984        |                 | Двигун ВАЗ 2108. Вага 1000кг. Кузов здвигає верхню частину, обшитий металом і склопластиком. Головна пара Шкода , була замінена на УАЗ, двигун ЗАЗ на ВАЗ 2108                   |            | 120 км/год | Київ (КІБІ)    |
| 8  | Н.С. Дорошенко | Либідь                         | Купе                  | |             |                 | Двигун ВАЗ 2101. Вага 900кг. Кузов металевий. Внутрішній багажник. |            | 145 км/год |                |
| 9  | В.І. Березовський | Спорт-1200                     | Купе                  | |             |                 | Двигун МеМЗ 968, Вага 800 кг, Кузов з металокаркаса трубчатого, обшитий листовою сталлю.                                                                                         |            | 150 км/год | Черкаси        |
| 10 | А.І. Колесник | Фламінго                       | Купе                  | |             |                 | Двигун ВАЗ 2101. Вага 1130кг. Кузов металевий. Внутрішній багажник. |            | 130 км/год | Донецьк        |
| 11 | Олександр В. Федотов | Катран                         | Спорткар              | |             |                 | Двигун ВАЗ 2101. Вага 800кг. Кузов з підйомною верхньою частиною, зі склопластика. Рульова колонка регулюється/здвигається.                                                      |            | 177 км/год | Севастополь    |
| 12 | А.А. Литвиненко | Днепр                          | Купе                  | |             |                 | Двигун ВАЗ 2101. Вага 850кг. Кузов металевий, двигун з задньою компоновкою. |            | 120 км/год |                |
| 13 | В.В. Михаровський | Пінгвін                        | Мінівен / хетчбек     | |             |                 | Двигун лодочний "Вихорь-25". Вага 430 кг, кузов металевий. |            | 85 км/год  |                |
| 14 | П.П. Приходько | Турист                         | Мікроавтобус / Кемпер | |             |                 | Двигун "Шкода-1000". Вага 840 кг. Кузов металевий каркас, обшитий фанерою. |            | 150 км/год |                |
| 15 | Віктор Філоненко | Салют                          | Купе /Спорткар        | | 1980?       | ВАЗ-2101        | Двигун, МКПП, ходова -від ВАЗ-2101. Кузов склопластиковий. Двері гільйотини - як у Lamborghini Countach.                                                                         |            | 120 км/год | Донецьк        |
| 16 | Іван Лось | Лосенок                        | Мікроавтобус / Кемпер | |             |                 | Двигун, МКПП, ходова -від ЗАЗ. Кузов склопластиковий. Лобове скло відкривається уперед.                                                                                          |            |            | Дніпро         |
| 17 | Пантелей Заблуда | Ласточка                       | Седан                 | | 1970        |                 | Машину робили на агрегатах ЗАЗ. Двигун ВАЗ 1.1 л. Пробіг 100 тис км |            | 130 км/год | Дніпро         |
| 18 | Микола Тарканов | Суперкар Валентина             | Суперкар              | | 2010-ті     | BMW             | Машину робили на агрегатах BMW, кузов сталевий/дюралюмінь Довжина – 5,5 м, ширина – 2,5 м, висота – 1,5 м, вага – 1,5 т. Двигун об’ємом 1,8 л знятий з BMW-518. Пробіг – 600 км. | 120 к.с.   | 150 км/год | Ніжин Чернігів |
| 19 | Юрій Кордупель | Україна                        | SUV                   | | 2019        | ГАЗ-66          | Висота майже 3 м. Двигун - Mercedes-Benz 4.2 дизель. Повний привід. Вага - 4.5 т                                                                                                 | 150 к.с.   | 90 км/год  | Тернопіль      |